# Ad-Aware
Ad-Aware je antispywarový a antivirový program, vyvinutý společností Lavasoft, který detekuje a odstraňuje malware, spyware a adware na počítači uživatele. Podle společnosti Lavasoft, je Ad-Aware schopný detekovat spyware, počítačové viry, dialery, trojské koně, boty, rootkity, data minery, agresivní reklamu, parazity, zloděje prohlížečů a sledovací nástroje.

## Historie
Ad-Aware byl původně vyvinut v roce 1999, aby v internetovém prohlížeči Internet Explorer upozorňoval na stránky sledující aktivitu uživatele. Na spoustě stránek tak uživatel mohl vidět malý pixelovatý čtvereček, varující uživatele, že obsah stránky zaznamenávána jeho IP adresu a další již méně důležité informace. Po čase Ad-Aware umožnil blokování onoho obsahu nebo celé stránky. Nyní již Ad-Aware neupozorňuje na tyto hrozby a místo toho se zaměřuje na likvidaci spywaru, adwaru, virů a dalšího malwaru.
V roce 2008 Lavasoft poprvé přibalil do edicí Pro a Plus antivirový skener, fungující na jádře Aviry, přičemž tato dohoda trvala pouze pár let. Od desáté verze programu Ad-Aware bylo používáno jádro antiviru Bitdefender.

## Přehled
Aktuálně nabízí Lavasoft Ad-Aware 11 ve 4 základních verzích:
1. Ad-Aware Free Antivirus+
2. Ad-Aware Personal Security
3. Ad-Aware Pro Security
4. Ad-Aware Total Security

Nejnovější verze programu Ad-Aware byly kompletně přepsány, takže se svými předchůdci mají společné pouze základní funkce.
Lavasoft taktéž nabízí hromadné licence, určené pro podniky, jež fungují v jedné síti. Ty mají centrální serverové rozhraní, které umožňuje instalaci Ad-Aware Pro Security na strojích v dané síti.
Každá verze obsahuje antispyware, antivirus, antirootkit a má integrovanou ochranu proti hrozbám v reálném čase. Podle Lavasoftu umožňuje Ad-Aware uživateli bránit se škodlivému spywaru, virům a malwaru. Také chrání uživatele před malwarem, který by mohl převzít kontrolu nad počítačem, což by mohlo způsobit enormní zobrazování vyskakujících pop-up reklam, zpomalenou reakci počítače nebo krádež osobních údajů. Výrobce dále tvrdí, že Ad-Aware detekuje nebezpečný obsah na počítači uživatele, vyhodnotí úroveň hrozby a dotáže se uživatele, zdali si přeje nevyžádaný obsah zablokovat nebo smazat. Ad-Aware Total Security nabízí funkce navíc, které ostatní 3 verze nemají. Mezi ně patří osobní firewall, správa systému, online zálohování, obnovení dat, antispam a rodičovský zámek.
Pokud uživatel při instalaci neodškrtne příslušné políčko, tak se spolu s antivirem nainstaluje i internetový prohlížeč Google Chrome.

## Tržní podíl
Ke dni 8. 1. 2015 byl Ad-Aware Free, ze serveru cnet.com stažen 388 305 771krát s průměrným hodnocením 4/5. To je několikanásobně méně, než u jeho konkurence, avšak ta si drží lepší uživatelská hodnocení. I přes místy slabší hodnocení se Ad-Aware drží mezi nejstahovanějšími programy. Na českém trhu je situace obdobná, nicméně před Ad-Awarem se nachází s malým náskokem antispyware Spybot–Search&Destroy.
Placeným verzím silně konkurují alternativy jiných firem, které mají více funkcí, jsou levnější nebo dokonce zdarma. Mezi ně patří například Microsft Security Essentials.